# Bataille de Lebedyn
Invasion de l'Ukraine par la Russie de 2022
Batailles
Offensive de Kiev (Jytomyr, Kiev) : 
- 1re Hostomel
- Tchernobyl
- Ivankiv
- Kiev
- 2e Hostomel
- Vassylkiv
- Boutcha
- Irpin
  - Bombardement de réfugiés
- Jytomyr
- Mochtchoun
- Makariv
- Brovary

Offensive du Nord (Tchernihiv, Soumy) :
- Hloukhiv
- Slavoutytch
- Bombardements
- Soumy
- Trostianets
- Tchernihiv
- Okhtyrka
- Lebedyn
- Konotop
- Romny
- Desna
- Escarmouches frontalières

Russie  (Briansk, Belgorod) :
- Incursions en Russie occidentale
  - Oblast de Briansk
  - Oblasts de Belgorod et de Koursk
    - Incursions de 2024

  - Bombardement de Belgorod
- Oblast de Koursk (août 2024)

Campagne de l'Est (Donetsk, Louhansk, Kharkiv)
Kharkiv :
- 1re Kharkiv
  - Tchouhouïv
  - Bombardements : en février
  - en mars
  - en avril
  - du bâtiment administratif
- Izioum
- 2e Kharkiv
  - Balaklia
  - 1re Koupiansk
  - Chevtchenkove
- 3e Kharkiv

Nord du Donbass:
- Starobilsk
- Sloviansk
  - Dovhenke
  - 1re Lyman
  - Sviatohirsk
  - Bohorodychne et Krasnopillia
  - Bombardements : Bilohorivka
  - Kramatorsk
- Sievierodonetsk
  - Kreminna
  - Donets
  - Roubijné
  - Popasna
  - Tochkivka
  - Massacre
- Lyssytchansk
- 2e Kharkiv
  - Balaklia
  - 1re Koupiansk
  - Chevtchenkove
  - 2e Lyman
- Oblast de Louhansk
  - Ligne Svatove-Kreminna
  - Serebryansky
  - 2e Koupiansk

 Centre du Donbass:
- Horlivka
- Popasna
- Svitlodarsk
- Bakhmout
  - Soledar
- Siversk
- Tchassiv Iar
- Toretsk

Sud du Donbass :
- Volnovakha
- Marioupol
  - Bombardements : de l'hôpital
  - du théâtre
  - de l'école d'art
- Pisky
- Vouhledar
  - Pavlivka
- Marïnka
- Contre-offensive de 2023
- Avdiïvka
- Novomykhaïlivka
- Pokrovsk
  - Krasnohorivka
  - Toretsk
- Bombardements :
- Makiïvka
- Donetsk

Campagne du Sud (Mykolaïv, Kherson, Zaporijjia)
- 1re Kherson
- Odessa
- Melitopol
- Mykolaïv
  - Bombardements : à fragmentation
  - du bâtiment administratif
- 1re Berdiansk
- Zaporijjia
- Tchornobaïvka
- Enerhodar
- Voznessensk
- Houliaïpole
- Davydiv Brid
- 2e Berdiansk
- Nova Kakhovka
- 2e Kherson
  - Doudtchany
- Dniepr
- Tchoulakivka
- Contre-offensive de 2023
  - Robotyne

Frappes aériennes dans l'Ouest et le Centre de l'Ukraine
- Lviv (02/2022)
- Vinnytsia (03/2022)
- Yavoriv (03/2022)
- Deliatyne (03/2022)
- Dnipro

Guerre navale
- Île des Serpents (02/2022)
- Moskva (04/2022)

Attaques en Crimée
- Novofedorivka (08/2022)
- Djankoï (08/2022)
- Pont de Crimée (10/2022)
- Base navale de Sébastopol (10/2022)
- Pont de Crimée (07/2023)
- Base navale de Sébastopol (09/2023)

Débordement
- Aéroport de Millerovo
- Sabotages en Russie
- Attaques en Transnistrie
- Sabotage des gazoducs Nord Stream
- Terrain d'entraînement militaire de Soloti
- Explosions en Pologne
- Bases aériennes de Dyagilevo et Engels-2
- Base aérienne de Minsk-Matchoulichtchi
- Crise russo-moldave de 2023
  - Accusations de tentative de coup d'État en Moldavie
- Incident de drone de 2023 en mer Noire
- Rébellion du groupe Wagner

Massacres
- Tchernihiv
- Boutcha
- Borodianka
- Olenivka
- Izioum

La bataille de Lebedyn est une série d'affrontements qui a commencé le 26 février 2022 dans la ville de Lebedyn, Raïon de Soumy, Oblast de Soumy, dans le cadre de l'Invasion russe de l'Ukraine en 2022.

## Ligne du temps

### 26 - 27 février 2022

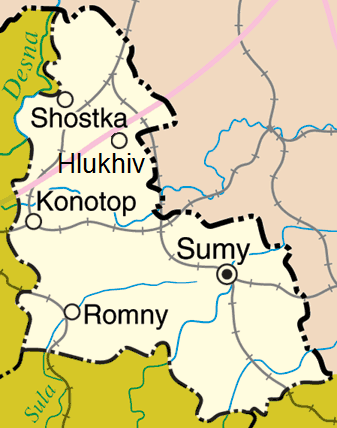
L'óblast de Soumy.

Dès le soir du 26 février, les forces ukrainiennes avaient tenu les forces russes hors de la ville. A 22 h 45, une bataille s'engage à Kamiane.
Cinq soldats ont été emmenés aux hôpitaux de Lebedyn le matin du 27 février. Presque tous ont été blessés dans et autour de la rue Batiutenko. Selon le Centre régional de soins d'urgence et de médecine de catastrophe, aucun civil blessé n'est arrivé.
Olexandr Smilian, 37 ans, né à Kapustyntsi, est mort à la bataille de Lebedyn dans la nuit du 27 février.

### 28 février 2022
Dans l'après-midi, une colonne de véhicules militaires russes s'est rendue à Trostianets en direction de Lebedyn. Vers 18 h, les troupes ukrainiennes auraient démoli une base militaire russe à Kulychka près de Lebedyn avec un drone Bayraktar TB2. Ils ont détruit 96 chars, 20 systèmes de lancement de roquettes multiples "Grad" et 8 camions-citernes. Il n'y avait pas de population civile dans la région,.
Le 28 février, à Shtepivka, un habitant est mort en tentant de monter dans un véhicule militaire abandonné qui avait été miné.

### 1er- 3 mars 2022
Dans la nuit du 1er au 2 mars, les Ukrainiens ont détruit une centaine de véhicules militaires russes, principalement des chars et des véhicules blindés de transport de troupes (APC), dans le village de Bishkyn près de Lebedyn.
Dans l'après-midi du 3 mars, la 93e brigade mécanisée (Kholodnyi Yar) a neutralisé les troupes russes à Moskovskyi Bobryk dans le district de Lebedyn. Plusieurs chars et APC T-72B3 et T-80U ont été rendus inutilisables. Alors qu'ils étaient dans le village, les Russes ont pillé les magasins du village et les maisons privées et ont brûlé la voiture du chef du village.
Vers 21 heures le 3 mars, les occupants ont repris le bombardement de Soumy et d'autres localités de l'oblast de Soumy, en particulier Nedryhailiv, Boromlia, Bezdryk et Lebedyn,,.

### 4 - 7 mars 2022
L'électricité a été coupée à Lebedyn pendant deux jours, les 4 et 5 mars. Le 5 mars à 7 heures du matin, la population a entendu l'alarme aérienne. Les explosions ont soufflé les fenêtres d'immeubles à plusieurs étages. Les bombardements d'artillerie durent toute la journée. Une sous-station électrique, l'usine de pain Lebedyn et une station-service ont été détruites par les bombes russes.
Dans la soirée précédant le 5 mars, des Russes auraient capturé des civils conduisant en voiture à travers la campagne. Dmytro Jyvytsky, le chef de l'administration militaire, a déclaré que les gens ne pouvaient pas quitter Lebedyn, Sumy, Okhtyrka et Trostianets pour le moment parce que "les troupes russes volent et tirent parfois sur les voitures des Ukrainiens pacifiques".
Dans la soirée du 5 mars, une colonne de chars russes est arrivée à Lebedyn après s'être emparée sur son chemin du village de Stanove dans la communauté de Trostianets. Ils ont placé des chars dans chaque cour le long des rues centrales et latérales. Selon le chef de l'administration militaire Dmytro Zhyvytskyi, les Russes ont emporté les téléphones portables des gens. Ils ont fait irruption dans les maisons pour demander de la nourriture et un bain. Ainsi ils s'abritaient avec un bouclier humain presque toute la journée.
Selon l'administration militaire, les bombardements de l'artillerie russe et les frappes aériennes du 6 mars ont laissé de nombreux habitants de Lebedyn sans électricité. Le parquet a ouvert une enquête préliminaire sur la destruction de la boulangerie Lebedyn par les frappes d'avions militaires russes.
Le 7 mars, l'alimentation électrique de Lebedyn a été partiellement rétablie.

### 8 - 9 mars 2022
Dans la nuit du 8 au 9 mars, les forces aériennes russes attaquent Lebedyn. Deux maisons de la rue Shevchenka ont été détruites. Cinq personnes, dont deux enfants, ont été extraites des décombres. Les officiers de la 5e brigade d'incendie et de sauvetage de l'État, qui étaient en charge cette nuit-là, ont travaillé sur le site à partir de 1 h 45 le 9 mars.

### 10 - 11 mars 2022
Le 10 mars, le village de Vorojba, district de Lebedyn, avait été occupé par les forces russes. Selon le chef de l'administration militaire Dmytro Zhyvytskyi, les soldats russes ont conduit les gens dans les rues, les ont volés, pillé et incendié les maisons. Ils ont également fait sortir des gens des caves où ces derniers cherchaient à se cacher. "Ils se protègent avec des habitants pacifiques contre les Bayraktars", a déclaré Zhyvytskyi.
Dans la nuit du 11 mars, les troupes russes ont bombardé des maisons à Kerdylivschyna, la communauté de Lebedyn, tuant deux habitants - Vasyl Masliuk et Valeriy Sukhanov.

### 12 - 13 mars 2022
Des « couloirs verts » d'évacuation ont fonctionné dans l'oblast de Soumy le 12 mars. Les gens pouvaient aller de Sumy, Trostianets, Konotop, Lebedyn, Velyka Pysarivka et Krasnopillia en passant par Romny jusqu'à Poltava. Selon le chef de l'administration militaire Dmytro Zhyvytskyi, ils ont finalement réussi à trouver un accord sur Lebedyn sans électricité ni communication. A 9 h 0, la colonne des transports privés et des bus rassemblés à la mairie de Lebedyn a démarré. L'itinéraire partait de Lebedyn via Shtepivka, Nedryhailiv, Korovyntsi, Romny, Andriyashivka, Lokhvytsia, Lubny, Poltava. Au total, 28 véhicules avec 83 civils et quatre bus avec 52 civils ont quitté Lebedyn,.
Au 13 mars, 22 500 abonnés dans l'oblast de Soumy n'avaient pas d'électricité. Selon l'administration militaire, les bombardements ont endommagé les lignes électriques à Okhtyrka, Trostianets, Lebedyn et Sumy.